# Norra Mellbystrand
Norra Mellbystrand var före 2015 en av SCB avgränsad och namnsatt småort i Norra Mellbystrand i Laholms kommun. Vid 2015 års avgränsning klassades den som en del av tätorten Mellbystrand.